# Ephippiochthonius atlantis
Espèce
Synonymes
- Chthonius atlantis Mahnert, 1980

Ephippiochthonius atlantis est une espèce de pseudoscorpions de la famille des Chthoniidae.

## Distribution
Cette espèce est endémique du Maroc. Elle se rencontre au Moyen Atlas.

## Description
La femelle holotype mesure 1,72 mm.

## Étymologie
Son nom d'espèce lui a été donné en référence au lieu de sa découverte, l'Atlas.

## Publication originale
- Mahnert, 1980 : Zwei neue Chthonius-Arten (Pseudoscorpiones) aus Hohlen Marokkos. Mitteilungen der Schweizerischen Entomologischen Gesellschaft, vol. 53, no 2/3, p. 215-219.